# Streckennutzungsrecht
Streckennutzungsrecht bedeutet in der Europäischen Union das Recht, spezifische Fahrwegkapazität in Form einer Zugtrasse in Anspruch zu nehmen. Streckennutzungsrechte werden von dem Betreiber der Infrastruktur an einen Antragsteller (Eisenbahnverkehrsunternehmen) zugewiesen. Die jeweiligen Rechte und Pflichten von Betreibern der Infrastruktur und Antragstellern in Bezug auf die Zuweisung von Fahrwegkapazität können in einem Rahmenvertrag festgelegt werden. Hierfür ist eine Streckennutzungsgebühr zu entrichten, auch Trassennutzungsgebühr, Trassengebühr, Trassenpreis, Péage (von französisch péage ‚Maut‘) oder Schienenmaut genannt.

## Geschichte
Gerade in der Frühzeit der Eisenbahnentwicklung im 19. Jahrhundert machten das noch lückenhafte Streckennetz und die vielen privaten Eisenbahngesellschaften den Abschluss von Nutzungsvereinbarungen erforderlich. Nur so war es den Gesellschaften möglich, wirtschaftliche Angebote an Spediteure und Reisende zu machen. Diese Vereinbarungen wurden als Péage-Vertrag  bezeichnet.

## Situation in einzelnen Ländern

### Deutschland
Bis zum Inkrafttreten des Allgemeinen Eisenbahngesetzes (AEG) am 1. Januar 1994 hatten die Privatbahnen nur in Ausnahmefällen die Möglichkeit, die Eisenbahninfrastruktur der Deutschen Bundesbahn und der Deutschen Reichsbahn zu nutzen.
Sofern ein Eisenbahnverkehrsunternehmen die erforderliche Lizenz des Eisenbahnbundesamtes (EBA) besitzt, kann es Trassen für Zugfahrten bei der DB InfraGO bestellen und entsprechend den Streckennach dem Trassenpreissystem, das nach europarechtlichen Vorgaben bestimmten Entgeltgrundsätzen entsprechen muss, zu zahlen. Die Höhe ist hierbei von der Streckenauslastung, vom Ausbauzustand und von den Zuggattungen abhängig. Entsprechend der Häufigkeit der Nutzung wird zwischen Regeltrassen (regelmäßige Nutzung), Bedarfstrassen (Sporadische Nutzung) und Sondertrassen (einmalige Nutzung) unterschieden. Ob diese Vorgaben bereits hinreichend in nationales deutsches Recht umgesetzt worden sind, ist durch den EuGH noch nicht abschließend geklärt.
Für die Überwachung des diskriminierungsfreien Zugangs zur Eisenbahninfrastruktur ist seit dem 1. Januar 2006 in Deutschland die Bundesnetzagentur für Elektrizität, Gas, Telekommunikation, Post und Eisenbahnen zuständig.

### Österreich
Den ersten Péage-Vertrag im heutigen Österreich schloss die Eisenbahn Wien-Aspang (EWA) am 3. Dezember 1880 mit der Südbahngesellschaft ab. Damit war es ihr gestattet, zwischen den Bahnhöfen Felixdorf und Wiener Neustadt Südbahnhof die Gleise der Südbahngesellschaft zu benützen. Die Gesellschaft musste dafür einen Fixbetrag zur Vergrößerung des Bahnhofes Wiener Neustadt sowie ein Benützungsentgelt nach Anzahl der durchgehenden Achsen und Wagen an die Südbahngesellschaft bezahlen. Die EWA hatte ursprünglich die Absicht, von Sollenau bis Wiener Neustadt eine eigene Trasse zu errichten, diese Pläne wurden sogar noch bis um 1900 verfolgt. Nach Interventionen des Stadtsenates und der k.k. priv. Südbahngesellschaft wurde ihr dies jedoch vom Reichsrat untersagt.
Diesem Beispiel folgend wurden in der Folge noch weitere Péage-Verträge zwischen Eisenbahnunternehmungen abgeschlossen. So vereinbarte beispielsweise die Kronprinz Rudolf-Bahn die Mitbenutzung des 18,4 km langen Abschnittes zwischen Selzthal und Stainach-Irdning mit der Kaiserin Elisabeth Bahn.

### Schweiz
In der Schweiz gilt seit Anfang 1999 für den Güterverkehr der freie Netzzugang, dort als „Open Access“ bezeichnet.

### Vereinigte Staaten
Weil die Netze der Bahngesellschaften selten den Anforderungen der Bahnkunden entsprechen, haben die Eisenbahnen in den USA Methoden entwickelt, ihre Reichweite den Kundenwünschen anzupassen.

#### joint rate and route
Eine Methode wird joint rate and route ‚gemeinsamer Preis und Strecke‘ genannt.
Dabei vereinbaren zwei Eisenbahnunternehmen einen gemeinsamen Preis vom Ursprungsort auf der ersten zu einem Zielort auf der zweiten Gesellschaft. Eine der Eisenbahnen erstellt die Rechnung an den Kunden und gibt dann einen entsprechenden Teilbetrag an die andere Gesellschaft weiter. Jede Eisenbahn nutzt ihre eigenen Lokomotiven und ihr eigenes Personal und trägt auch die entsprechenden Transportrisiken auf dem jeweils eigenen Streckennetz.

#### Trackage Rights(Streckenrechte)
Eine weitere Methode ist die Gewährung von Trackage Rights oder Streckenrechten. Hier erhält eine Eisenbahngesellschaft („Miet“-Unternehmen) durch Vereinbarung das Recht, mit eigenen Zügen und normalerweise auch mit eigenem Personal Kunden über die Gleise einer zweiten Eisenbahngesellschaft (Eigentümer) zu bedienen. Die von beiden Eisenbahnen verwendeten Gleise werden joint facility ‚Gemeinschaftseinrichtung‘ genannt.
Im Gegensatz zur ersten Variante ist bei einer solchen Vereinbarung das Mietunternehmen ausschließlicher Vertragspartner des Kunden. Es ist für den Transport sowie für Verlust und Beschädigung der Fracht allein verantwortlich.
Die Eigentümergesellschaft erhält für Gleiswartung, Dispatcher sowie die sonstigen Kosten eine feste jährliche Summe. Dazu kommt noch eine variable Gebühr, die sich nach dem Anteil des Verkehrs des Mietunternehmens am Gesamtverkehr auf der gemeinsamen Einrichtung bemisst.
Der Einfachheit halber wird in den meisten Vereinbarungen die vom Mietunternehmen zu zahlende Gebühr in Cent pro car-mile oder ton-mile ausgewiesen.
Streckenrechte können full service ‚voller Service‘ bedeuten, das heißt, das Mietunternehmen hat das Recht, Kunden auf der gemeinsam genutzten Strecke direkt zu bedienen, oder overhead-service bzw. bridge-service sein (die Bezeichnungen sind synonym). Dies bedeutet, dass das Mietunternehmen Kunden auf der gemeinsamen Strecke nicht bedienen darf.
Zum Beispiel sind Union Pacifics Rechte über BNSF Cajon Pass-Strecke „full service“-Streckenbenutzungsrechte. Die meisten derzeitigen Streckenbenutzungsrechte sind jedoch bridge-service-Rechte, wie z. B. bei der Metro-North, die von der Penn Station in New York auf dem Weg nach Upstate New York durch New Jersey auf Strecken der New Jersey Transit fährt, dort aber nicht an Bahnhöfen hält (bzw. halten darf), sondern ohne Halt durch fährt, bis sie wieder das Staatsgebiet von New York und somit die eigene Strecke erreicht.
Trackage Rights-Vereinbarungen werden durch das Surface Transportation Board (STB) reguliert und sind auch für die Öffentlichkeit zugänglich. Auch traditionelle Schutzbestimmungen für die Bahnangestellten sind mit den Streckenbenutzungsrechten verknüpft. Wenn die Angestellten eines Eigentümerunternehmens die Arbeit oder ihre Aufgaben verlieren, weil ein neues Mietunternehmen Transportaufkommen über eine solche Strecke reduziert, müssen sie entsprechend einem Bundesgesetz noch bis zu sechs Jahre lang eine Bezahlung erhalten.
Im Rahmen der Firmenfusionen der 1980er und 1990er Jahre wurden durch das STB zur Sicherstellung des Wettbewerbs vielfach Trackage Rights neu festgesetzt.

#### Haulage Rights(Beförderungsrechte)
Im gegenwärtigen deregulierten Umfeld haben die beide oben angeführten Methoden ihre Nachteile. Das Bundesgesetz Staggers Rail Act von 1980 reduzierte den Kartellschutz, den konkurrierende Eisenbahnen genossen, wenn sie einheitliche Preise anboten. Auch die Bahnkunden haben eine Abneigung dagegen, mit mehr als einem Unternehmen neue Transportverträge aushandeln zu müssen. Um dies zu verhindern, haben sich die Eisenbahnen in zunehmendem Maße sogenannten haulage rights oder Beförderungvereinbarungen zugewandt. Dabei wird das Marketing vom operationellen Geschäft getrennt.
Das Eisenbahnunternehmen handelt mit dem Kunden den Preis über die gesamte Wegstrecke aus. Sie stellt die Güterwagen und ist verantwortlich für Verlust und Beschädigung des Frachtgutes. Das Eisenbahnunternehmen, welches die Beförderungsrechte bewilligt, behält unterdessen die direkte Kontrolle über den Betrieb. Sie stellt die Gleisanlagen, das Zugpersonal, die Dispatcher und manchmal die Lokomotiven zur Verfügung. Dafür erhält die Gesellschaft eine an den Wagenbewegungen gemessenes Entgelt. Sie erhält jedoch keinerlei Einblick in die Vereinbarungen mit dem Kunden.
Aufgrund der Konzentration des Transports vom Ursprungs- zum Bestimmungsort auf ein Unternehmen sind diese Vereinbarungen bei den Bahnkunden sehr beliebt. Es gibt keine schwierigen Verhandlungen mit einer Anzahl von Unternehmen, wenn der Kunde einmal den Preis oder die Leistung ändern möchte. Die Eisenbahnen gefällt dieses Konzept, weil aufgrund einer Reihe von Bundes- und Gerichtsentscheidungen, Beförderungsrechte als Handelsabkommen angesehen werden und somit außerhalb der Jurisdiktion des Surface Transportation Board liegen.
Das bedeutet auch, dass die Angestellten keinen entsprechenden Kündigungsschutz besitzen. In der Regel profitieren sie vom zusätzlichen Verkehr, der durch die Vereinbarungen entsteht. Die Eisenbahnunternehmen müssen außerdem die Beförderungsverträge nicht veröffentlichen.
Diese Geheimhaltung führt jedoch auch zu Verwirrungen, z. B. über die Übergabepunkte von einer Gesellschaft zur anderen oder der Verantwortung für die angemieteten Güterwagen. Diese Angaben werden durch die Unternehmen selten veröffentlicht, um den Konkurrenten keinen Vorteil zu verschaffen. In den letzten Jahren hat sich die Anzahl und die Komplexität solcher Vereinbarungen stark vermehrt.
Am Beispiel der Santa Fe soll dies verdeutlicht werden. Das Streckennetz von 1994 zeigte nicht nur die 12.200 km eigene Strecke, sondern auch die durch Beförderungsrechte zugänglichen Gebiete. So konnte die Santa Fe Containerzüge nach Boston, New York und Philadelphia aufgrund einer Vereinbarung mit Conrail aus dem Jahr 1988 anbieten. Eine Beförderungsvereinbarung mit der Grand Trunk Western ermöglicht der Santa Fe den Transport von Autoteilen aus Mexiko zu den Ford-Werken in Ontario. Eine andere Vereinbarung mit der Gateway Western Railroad ermöglicht den Zugang von und nach St. Louis.
Die Santa Fe bediente seit 1993 Memphis und Birmingham (Alabama) mittels einer Vereinbarung mit der Burlington Northern Railroad. Weiterhin bot das Unternehmen auch LKW-Transporte an. Somit war es möglich, dass unter dem Zeichen der Santa Fe Güter zwischen Winston-Salem und Sacramento transportiert werden konnten.

#### Union Station
Union Station ist ein Bahnhof, in dem die Gleisanlagen und Dienstleistungen von zwei oder mehr Bahnunternehmen gemeinsam genutzt werden. Damit haben die Passagiere die Möglichkeit, zwischen den einzelnen Zügen bequem zu wechseln. Häufig wird der Bahnhof von allen Reisezügen genutzt, welche die Stadt bedienen.
In der Praxis wird eine Union Station normalerweise durch ein eigenständiges Unternehmen betrieben, dessen Eigentümer die Eisenbahnunternehmen sind, die den Bahnhof nutzen. Dabei entsprechen die Anteile am Unternehmen meist den Anteilen an der Nutzung des Bahnhofes.
Durch den Übergang des Personenverkehrs auf die Amtrak sind diese Regelungen hinfällig geworden, heute sind die meisten früheren Union Stations im Besitz von Amtrak. Wichtige Union Stations befanden sich in Chicago, Dallas, Denver, Kansas City, Los Angeles, Pittsburgh, St. Louis und Washington, D.C.

#### Betrieb, Leasing, Mehrheitsbesitz
In der Frühzeit des Eisenbahnverkehrs wurden vielfach nur die Gleise durch eine Eisenbahngesellschaft gebaut. Für den Erwerb von Rollmaterial stand dann meist kein Kapital mehr zur Verfügung. Der Betrieb dieser Strecken wurde dann vielfach der Eisenbahngesellschaft gegen ein Entgelt überlassen, die die anschließende Hauptstrecke befuhr. Diese Vereinbarungen wurden meist beendet, wenn die erbaute Strecke lang genug war, um eigenständig betrieben zu werden oder sich Änderungen in den Gesellschaften ergaben (Übernahme, Bankrott).
Eine weitere Form ist und war das Leasing einer Strecke. In der Regel wurden Verbindungsstrecken gepachtet, die den Zugang zu wichtigen Märkten boten oder das Netz sinnvoll verbanden. Die Verträge wurden meist über einen längeren Zeitraum geschlossen. So existieren Verträge mit Laufzeiten bis 99 Jahre, in wenigen Einzelfällen auch noch länger. Für diese Pacht werden Entgelte an den Verpächter gezahlt. Da in den 1980er und 1990er Jahren vielfach Nebenstrecken mit Bundes- und Staatsmittel erneuert wurden und diese dann in öffentlichen Besitz übergingen, sind heute in den USA auch vielfach öffentliche Körperschaften (Gemeinden, Countys) Verpächter von Strecken.
Da viele Eisenbahngesellschaften Aktiengesellschaften waren, wurde durch den Erwerb von Aktienanteilen an anderen Unternehmen der Einzugsbereich des eigenen Unternehmens ausgedehnt.